# Mazarine
Ne doit pas être confondu avec Éditions Mazarine, Bibliothèque Mazarine ou Mazarine Pingeot.
Mazarine est un groupe de communication international spécialisé dans le luxe, les marques premium, la mode et la culture, fondé en 1993 par Paul-Emmanuel Reiffers,. Basée à Paris, New York, Hong Kong, Shanghai et Beijing. Le nom Mazarine vient de la rue Mazarine dans le 6e arrondissement de Paris, où Paul-Emmanuel Reiffers résidait. Aujourd'hui l'agence est située au 2 square Villaret de Joyeuse dans le 17e arrondissement.

## Domaines d'activités

### Paris
L'agence Mazarine à Paris est présente sur l'ensemble des activités de communication : conseil en image et branding, régie publicitaire diffusant du marketing de contenu, conseil en partenariat et éditeur de lieux culturels parisiens publics ou privés, nouvelles technologies digitales, CRM et webmarketing; campagnes intégrées, activations sociales et digitales et création de contenu, packaging et design, événementiel de luxe. 

### International
Le groupe s'est internationalisé dans les années 2010, tout d'abord en direction de l'Asie. Mazarine s'est associée avec Pansy Ho. Mazarine Asia Pacific est présent à Hong Kong, Shanghai, et Pékin. Mazarine s'est tournée ensuite vers les États-Unis d'Amérique, avec l'intégration de l'agence événementielle Ma3 Agency en 2017, basée à New York.

## Le Groupe
Mazarine comprend les entités : La Mode en Images, spécialisée dans les événements et les défilés de mode, le Studio des Acacias, centre culturel et d'expositions à Paris, Numéro Magazine, mensuel de la mode et de l'art, créée en 1999, racheté par Paul-Emmanuel Reiffers en 2014 au groupe Ayache, et qui rejoint Mazarine en 2019 et Arter, leaders européens de la production d'événements dans l'art et la culture, depuis septembre 2024.